# 716 (číslo)
Sedm set šestnáct je přirozené číslo. Následuje po čísle sedm set patnáct a předchází číslu sedm set sedmnáct. Římskými číslicemi se zapisuje DCCXVI a řeckými číslicemi ψις.

## Matematika
716 je:
- Deficientní číslo
- Složené číslo
- Šťastné číslo

## Astronomie
- (716) Berkeley je planetka hlavního pásu, kterou objevil v roce 1911 Johann Palisa

## Roky
- 716
- 716 př. n. l.